# Shan Vincent de Paul
 (décembre 2018).
Shan Vincent de Paul est un artiste canadien et réalisateur de Toronto, en Ontario. 
Il fait partie du collectif d'artistes basé à Toronto, incluant notamment Coleman Hell, La + ch et Michah. Il est connu pour son premier album Saviors.

## Biographie
Né à Jaffna au Sri Lanka, il fuit la guerre civile avec ses parents en jeune age pour s'installer à Toronto, au Canada.
Il fait ses débuts dans le monde de la musique avec son premier album Savior,,,.

## Discographie

### Studio Albums
- Trigger Happy Heartbreak (2017)
- Saviors (2016) [3],[7]

### Singles
- 2018 "Light"
- 2016 "Fight for Us"[8]
- 2016 "Humble"[9]
- 2016 "Buggin'"
- 2016 "Thank God"[10]
- 2015 "The Island"
- 2015 "Outta Love"
- 2015 "Crash"
- 2015 "Symbiotic"[11]
- 2014 "Some Girls"